# Bolbococcus oresbius
Bolbococcus oresbius  (лат.) — вид мирмекофильных насекомых-кокцид рода Bolbococcus из семейства мучнистые червецы (Pseudococcidae).

## Распространение
Юго-Восточная Азия: Малайзия (Сабах).

## Описание
Микроскопического размера мучнистые червецы (длина 1-2 мм).

Питаются соками таких растений, как
- Rosaceae: Rubus.

Среди муравьёв симбионтов представители рода Dolichoderus: Dolichoderus kinabaluensis.
Вид был впервые описан в 2002 году энтомологом Д. Уилльямсом (Williams, D.J.).